# Uras
Uras (Ùras in sardo) è un comune italiano di 2 626 abitanti della provincia di Oristano in Sardegna, nella subregione del Campidano di Oristano.

## Geografia fisica

### Territorio
Il territorio comunale confina a nord-ovest con quelli di Marrubiu e Terralba, a nord-est con Morgongiori, a est con Masullas,  a sud-est con Mogoro e a sud-ovest con San Nicolò d'Arcidano.
Uras, posto a un'altitudine di 23 metri sul livello del mare, si trova ai piedi del monte Arci, a circa 67 km a nord ovest di Cagliari.

## Origini del nome
Il toponimo rientra nella serie di designazioni locali sarde che riflettono una base ur, "acqua", e il termine urium, "acqua fangosa". Secondo il linguista Massimo Pittau il toponimo Uras deriverebbe con probabilità da aúra o ura, ovvero augurio,, riferimento ai rituali dell'oracolo che si celebravano in epoca nuragica.

## Storia
Non si hanno notizie a suo riguardo, se non quelle riguardanti la sua origine, risalente al periodo prenuragico, data la vicinanza al monte Arci, la cui ricchezza di ossidiana doveva aver richiamato gli abitanti delle zone vicine i quali, una volta costruito il centro, si dedicarono alla lavorazione della pietra vetrosa. Offre notevoli tracce delle varie civiltà che si sono succedute nel suo territorio e che hanno dato luogo a una straordinaria sintesi culturale: reperti del periodo neolitico; reperti dell'epoca nuragica con le torri di Arbu, Bentu Crobis, Serdis, Arrubiu, S'acqua de sa baira, i nuraghi de Cuaddus, Sa Domu Beccia, Bia Moguru, Thamis, Su Corrasi e Santu Giuanni e le tombe dei giganti. Il complesso più imponente, quello di Sa Domu Beccia, sorge a pochi metri dall'abitato: era una struttura maestosa e gigantesca, superiore al più famoso Su Nuraxi di Barumini. Tra le opere architettoniche più importanti, merita di essere citata la parrocchiale di Santa Maria Maddalena, costruita in stile barocco nel 1664, su un impianto esistente.
Nel Medioevo appartenne al Giudicato di Arborea, e fece parte della curatoria di Bonorcili.
Alla caduta del giudicato (1420) entrò a far parte del Marchesato di Oristano. Nel 1470 sul territorio avvenne una celebre battaglia tra il marchese di Oristano Leonardo Alagon e il viceré aragonese dell'Isola Nicolò Carroz, il quale fu battuto. Alla successiva e definitiva sconfitta degli arborensi (1478) passò sotto il dominio aragonese e fu incorporato nella contea di Quirra, che era stata istituita nel 1363 dal Re d'Aragona Pietro IV, e che fu trasformata in marchesato nel 1603, feudo prima dei Carroz e poi dei Centelles.
Nel 1527 il paese fu in parte distrutto da un'incursione barbaresca, per essere ricostruito più tardi.
Il paese fu riscattato agli Osorio de la Cueva, ultimi feudatari nel 1839, con la soppressione del sistema feudale.

### L'alluvione del 2013
Il 18 novembre 2013, il paese di Uras è stato uno tra i paesi più colpiti dal violento nubifragio, causato dal ciclone Cleopatra, che ha interessato anche altre grandi zone della Sardegna. In quella data quasi tutto il paese venne sommerso dall'acqua, a causa dell'esondazione dei due canali, situati nelle zone di San Salvatore e Sant'Antonio. Oltre agli ingenti danni causati alle case e alle campagne si registrò anche una vittima, distruggendo anche degli edifici.

### Simboli
Lo stemma e il gonfalone del comune di Uras sono stati concessi con il decreto del presidente della Repubblica del 15 settembre 1988.
Stemma
Le daghe sono un riferimento alla presenza romana nel paese, testimoniata dalla presenza dell'antica strada Karalis-Turris che attraversava il territorio urese, e alla storica battaglia del 1470 tra le truppe del marchese di Oristano, Leonardo Alagon, e il viceré di Sardegna Nicolò Carroz, che venne sconfitto.
I bisanti derivano, con una variazione dello smalto, dal blasone della famiglia d'Alagón, che era d'argento, a sei torte di nero, poste 2, 2, 2. Il braciere è un richiamo alla attività metallurgica locale ma si rifà anche ad una etimologia alternativa  del toponimo, da ur ("fuoco").
Gonfalone

## Monumenti e luoghi d'interesse

### Architetture religiose

#### Chiesa di Santa Maria Maddalena
La chiesa parrocchiale dedicata a santa Maria Maddalena è un edificio imponente, la cui costruzione nell'aspetto attuale iniziò nel 1664 e terminò intorno al 1682 con la facciata che doveva imitare la cattedrale di Cagliari. La facciata venne poi modificata nel 1715 e nel 1724, quando alla destra del prospetto principale venne eretto il campanile a canna quadra a due ordini, cui si sovrappongono la cella campanaria, il terminale ottagono con orologio ed il cupolino terminato nel 1752. L'interno, con volta a botte piuttosto alta (probabilmente realizzata intorno al 1775) è a quattro campate, con sottarchi in pietra poggianti su un'alta cornice dentellata.

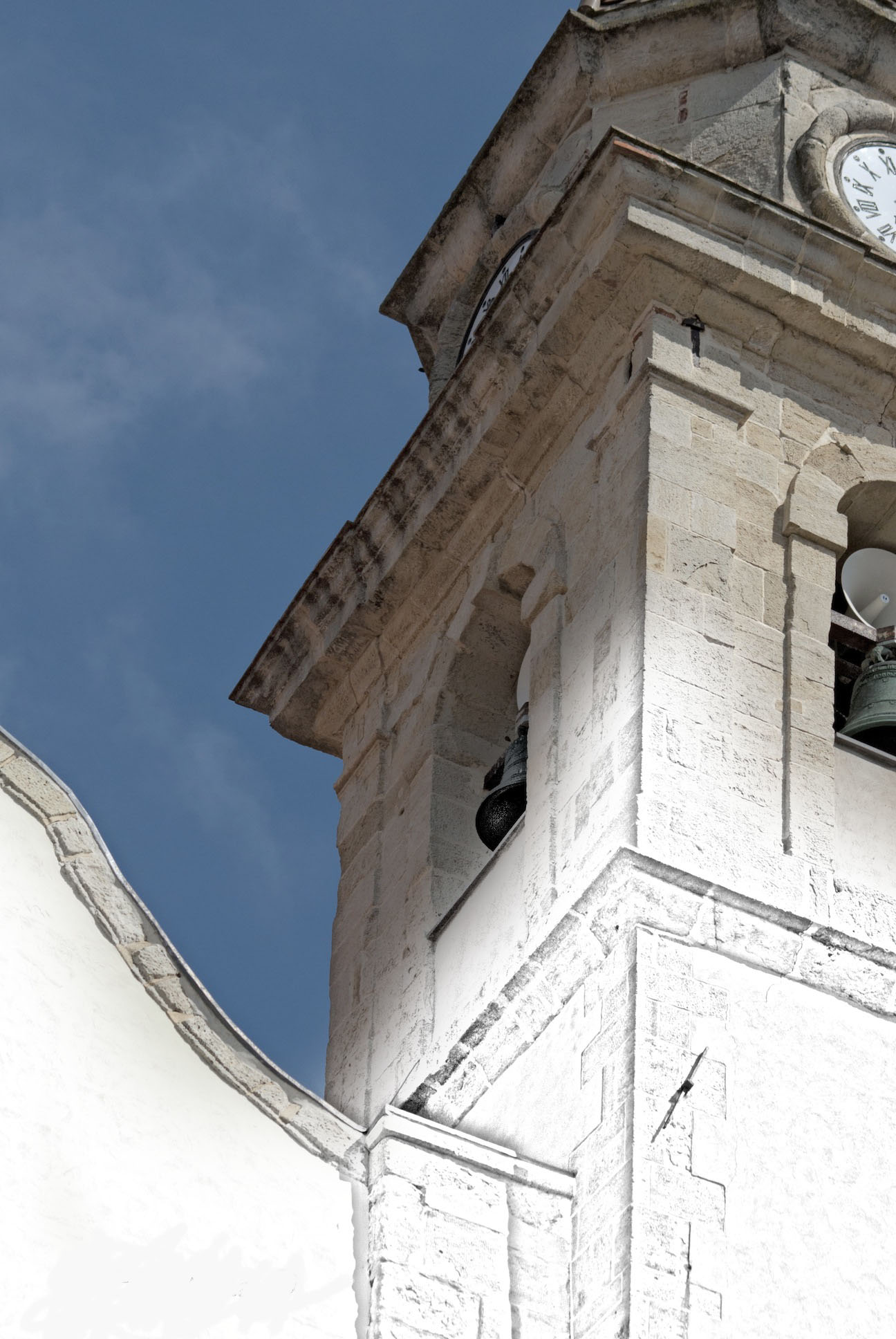
Il campanile della chiesa di Santa Maria Maddalena

#### Chiesa di Sant'Antonio da Padova
La chiesa, in cui si svolge una delle feste più sentite, sorge all'estremità occidentale del paese. La facciata è sormontata da un campanile a vela con 2 arcate a sesto acuto. All'interno si accede attraverso un ampio portico addossato alla navata, con larghi archi in pietra e mensole che un tempo reggevano una copertura lignea. Il muro di fondo è dominato dall'altare in pietra suddiviso da 4 lesene: le due interne sono decorate a fogliame con rilievo piatto. Tutto l'insieme è poi diviso in orizzontale da una doppia trabeazione (ovvero il complesso dell'architrave, del fregio e della cornice).

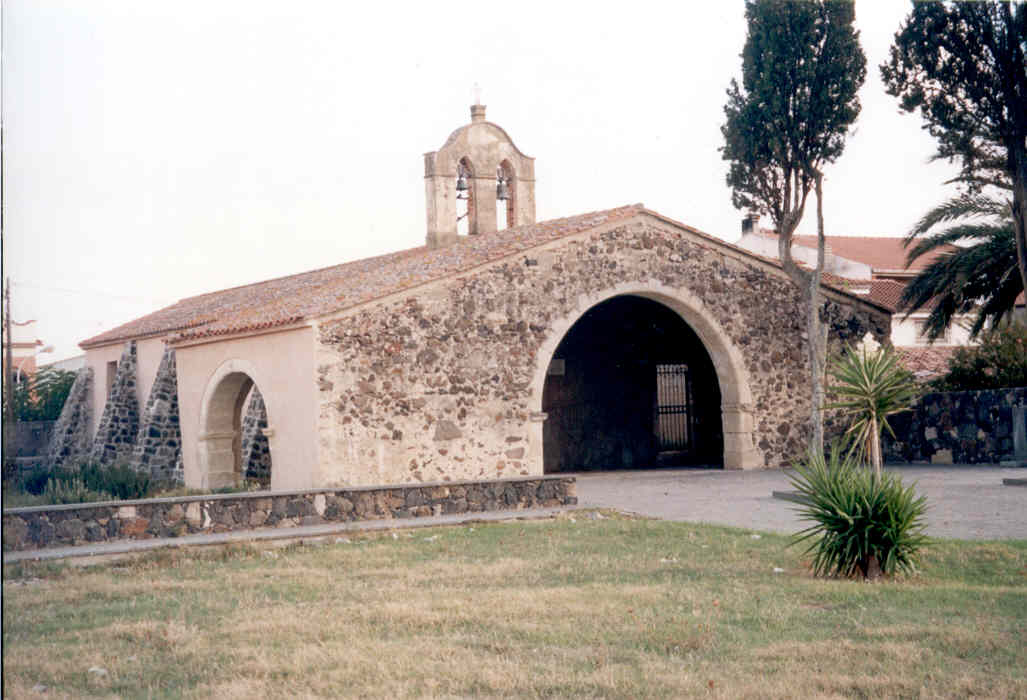
La chiesa di Sant'Antonio

#### Chiesa di San Salvatore
Questa chiesa è passata alla storia per la battaglia svoltasi nelle sue vicinanze nel 1470, nella quale Leonardo Alagon riportò la vittoria contro il viceré Niccolò Carroz. Di pianta rettangolare, presenta un campanile a vela che si erge nella facciata spoglia. All'interno 4 alti e robusti pilastri sostengono una copertura su travi lignee, ai cui capi si trovano interessanti mensole in legno intagliato. Non lontano dalla chiesa si trova una struttura nuragica attualmente in fase di scavo e pietrame nuragico è anche inglobato nella struttura della stessa chiesa, il che lascia supporre che essa sia sorta su un precedente luogo di culti precristiani, probabilmente dedicati alla sacralità delle acque.

## Società

### Evoluzione demografica
Abitanti censiti

### Lingue e dialetti
La variante del sardo parlata a Uras è il campidanese oristanese.

## Infrastrutture e trasporti

### Strade
Immediatamente ad est di Uras si sviluppa la SS 131, la principale strada sarda. Altri collegamenti col territorio circostante sono possibili principalmente tramite la SS 442 e con la SP 47.

### Ferrovie

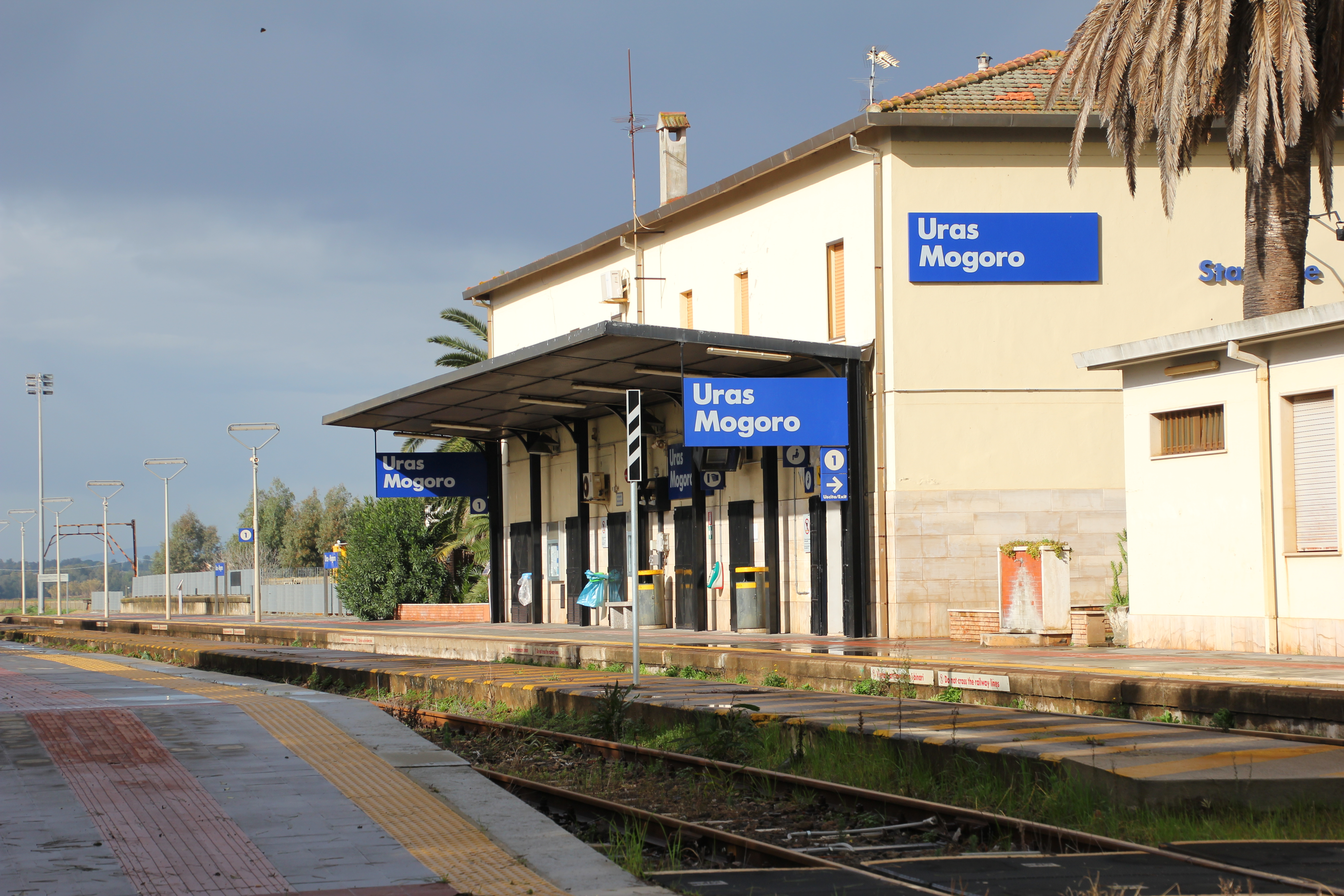
La stazione di Uras-Mogoro

Uras è servita dal 1872 dalla stazione di Uras-Mogoro: situata lungo la Dorsale Sarda è gestita da RFI ed è servita dai treni di Trenitalia.

## Sport
A Uras hanno sede diverse società sportive come Arcieri Uras di tiro con l'arco, la "Juvenilia" e l'Hockey Team Sardegna per quanto riguarda l'hockey su prato, che militano in Serie A1. 
Nel territorio è presente la società "Atletica Uras A.s.d." di atletica leggera.